# ディミトリ・シャンピオン
ディミトリ・シャンピオン（Dimitri Champion、1983年9月6日 - ）は、フランス、ラ・ロシェル出身の自転車競技（ロードレース）選手。

## 来歴
2005年
- フランス選手権 U23・個人タイムトライアル(ITT) 優勝
- クロノ・デ・エルビエ U23・ITT 優勝

2006年
- フランス選手権 アマ・個人ロードレース 優勝

2007年、ブイグ・テレコム（現 ヨーロッパカー）と契約を結んでプロ転向。
2008年
- ブエルタ・ア・エスパーニャ 総合108位

2009年、ブルターニュ・シュラーに移籍。
- フランス選手権 個人ロードレース 優勝
- ツール・デュ・フィニステール 優勝
- シルキュイ・デ・アルダンヌ 総合優勝

2010年、AG2R・ラ・モンディアルに移籍。
- ツール・ド・フランス 総合160位

2012年、ブルターニュ・シュラーに移籍。